# لورنس لينن
لورنس لينن (بالإنجليزية: Laurence Lunn)‏ (1896 في المملكة المتحدة - 1946) هو لاعب كرة قدم بريطاني (وحمل سابقاً جنسية المملكة المتحدة لبريطانيا العظمى وأيرلندا) في مركز حراسة المرمى. لعب مع أولدهام أثلتيك ونادي كرو ألكساندرا ونادي لاندودنو وMossley A.F.C. ‏ ونادي بارو ونادي نيلسون وأكرينجتون ستانلي ‏ وAshton National F.C. ‏.